# Neoatractosoma kleinenbergi
Neoatractosoma kleinenbergi är en mångfotingart som beskrevs av Filippo Silvestri 1898. Neoatractosoma kleinenbergi ingår i släktet Neoatractosoma och familjen Neoatractosomatidae. Inga underarter finns listade i Catalogue of Life.